# Émile Martel
Émile Martel (Francia, 7 de enero de 1898) fue un gimnasta artístico francés, medallista de bronce olímpico en 1920 en el concurso por equipos.

## Carrera deportiva
En las Olimpiadas celebradas en Amberes (Bélgica) en 1920 consigue el bronce en el concurso por equipos "sistema europeo", tras los italianos (oro) y los belgas (plata), y siendo sus compañeros de equipo los gimnastas: Georges Berger, Émile Bouchès, René Boulanger, Alfred Buyenne, Léon Delsarte, Lucien Démanet, Paul Durin, Georges Duvant, Fernand Fauconnier, Arthur Hermann, Albert Hersoy, André Higelin, Auguste Hoël, Louis Kempe, Georges Lagouge, Paulin Lemaire, Ernest Lespinasse, Eugène Cordonnier, Jules Pirard, Eugène Pollet, Georges Thurnherr, Marco Torrès, François Walker, Julien Wartelle y Paul Wartelle.